# Hippolütosz Romanosz
Hippolütosz Romanosz (3. század) ókeresztény író
Szent Iréneusz tanítványa volt, először Rómában volt presbiter, majd püspök Portusban. Barátságban állt Órigenésszel, a legenda szerint Decius római császár uralkodása alatt vértanúságot szenvedett. Művei közül a jelentősebbek: „Cronica” (latin átdolgozásban fennmaradt); „Apodeixé kronón tou paszka”, a húsvéti ünnep idejének kiszámításáról; „Ódai eisz paszasz tasz graiasz”, talán költői formában adott tartalmi kivonatai a Biblia könyveinek; „Szüntagma kata aireszeón”, az eretnekek ellen; egy vitairat a hellének és Platón ellen. E munkáiból csak töredékek maradtak fenn. Az utóbbival rokon tartalmú, 12 könyvből álló „Elegiosz kata paszón aireszeón” című főművéből az első könyv „Philoszophomena” címmel fennmaradt, továbbá a 4-10. könyveket is ismerjük. Az első négy könyv az ókori görögök filozófiáját és vallását tárgyalta meglehetősen felületesen, a negyedik viszont értékes adatokkal szolgál a kor népi babonáira vonatkozóan.